# Bahnhof Könnern
Der Bahnhof Könnern ist der Bahnhof der Stadt Könnern im Salzlandkreis in Sachsen-Anhalt. Er ist Anschlussbahnhof mit zwei abzweigenden Strecken. 1871 wurde der Bahnhof eröffnet.

## Lage
Der Bahnhof Könnern liegt am Streckenkilometer 28,5 der Strecke Halle–Vienenburg. Zudem ist er noch Ausgangspunkt einer Strecke nach Baalberge sowie einer nach Rothenburg.
Er befindet sich am nordöstlichen Rand der Stadt und liegt somit etwa 750 Meter vom Ortskern entfernt. Es grenzen unmittelbar die Straßen Am Güterbahnhof und Am Bahnhof an. Über einen Bahnübergang wird die Landstraße 144, auch Köthener Straße, gekreuzt.
In Richtung Halle ist die nächste Station der ungefähr sechs Kilometer entfernt gelegene Haltepunkt Domnitz. In Richtung Vienenburg ist dies der Haltepunkt Belleben (Entfernung 10 km) und in Richtung Baalberge der Haltepunkt Trebitz (Entfernung 4 km). Die nur noch für den Güterverkehr genutzte Strecke nach Rothenburg ist etwa fünf Kilometer lang.

## Geschichte
Am 15. Oktober 1871 wurde der Bahnhof an der Strecke nach Aschersleben eröffnet. Vorübergehend war Könnern Endbahnhof. Es entstand zunächst ein großes Empfangsgebäude und auf der gegenüberliegenden Bahnhofsseite ein Güterschuppen und eine Ladestraße mit Kopf- und Seitenrampe. An Tag der Eröffnung fanden bereits früh am Morgen Feierlichkeiten statt. Um 5:15 Uhr traf unter Anwesenheit vieler Bürger der erste Zug im Bahnhof Könnern ein. Nachdem der Zug um 13 Uhr wieder angekommen war, wurde im Bahnhofsrestaurant weiter gefeiert.
Nachdem die Strecke auch bis Halle vollendet worden war, stiegen die Reisendenzahlen deutlich an. Auch im Güterverkehr benutzte die örtliche Industrie und Landwirtschaft die Eisenbahn als Verkehrsmittel. Ihr ist das Hinzukommen weiterer Betriebe zu verdanken. Im Güterverkehr handelte es sich bei den eingehenden Frachten hauptsächlich um Tiere, Getreide, Braunkohle, Briketts und Zucker. Zu den ausgehenden Frachten zählten Steine, Zement, Maschinenbauerzeugnisse und Dampfkessel. Die Expressgutabfertigung befand sich hinter dem Empfangsgebäude. Mit der Inbetriebnahme der Strecke nach Baalberge am 1. November 1889, die anschließend nach Bernburg weiterführt, stieg das Verkaufsaufkommen nochmals an. Im Jahre 1916 kam noch die bis 1949 private Strecke nach Rothenburg hinzu. Diese beginnt offiziell erst im Norden des Staats-Bahnhofs, und zwar in „Könnern Anschlußbf“, der nach 1940 „Könnern Nord“ genannt wurde.
Bis zum 14. Oktober 1911 war die offizielle Schreibweise der Stadt „Cönnern“. Anschließend wurde der Name in „Könnern“ umgeändert.
Mit der weiteren Zunahme des Güterverkehrs kam es auch zu größeren Ranigertätigkeiten. Da es keinen Ablaufberg gab, konnten die Rangierbewegungen nur im Abstoßbetrieb gefahren werden. Durch die Schließzeiten der Schranken kam es zu verkehrlichen Behinderungen auf der Köthenschen Straße. Die Königliche Eisenbahn-Direktion in Magdeburg entwarf aus diesem Grund eine Unterführung. Der Magistrat der Stadt Könnern lehnte dies jedoch aus Kostengründen ab.
Nach der Gründung der Deutschen Reichsbahn kamen mehrere Vorschläge zur Verbesserung des Betriebsablaufs auf. Es war unter anderem geplant, eine Drehscheibe mit einem Durchmesser von 16 Metern und eine Löschegrube zu errichten. Beide Projekte wurden allerdings nie verwirklicht.
An der um 1895 verlängerten Ladestraße und der vor dem Güterschuppen befindlichen Kopf- und Seitenrampe wurde fast der gesamte Güterverkehr durchgeführt. Es zweigte in der Mitte der Straße ein Anschlussgleis ab, das durch Lokomotiven der Staatsbahn bedient wurde. Eine Malzfabrik verfügte bereits seit ihrer Eröffnung im Jahre 1872 über einen Gleisanschluss. Dieser existierte bis Anfang der 1990er Jahre. In den 1980er Jahren kam dort eine Deutz-Lokomotive zum Einsatz. Sie wurde am 21. November 1928 an die Malzfabrik Könnern geliefert und ist heute in Privatbesitz.
Bis 1928 befand sich an der Strecke nach Rothenburg eine 1850 gegründete Zuckerfabrik. Sie erhielt einen Gleisanschluss und wurde von Lokomotiven der Staatsbahn bedient. Der Anschluss besteht noch, ist aber ungenutzt. 1991 entstand an dieser Stelle ein Kraftfuttermischwerk.
Nach dem Zweiten Weltkrieg wurde das zweite Streckengleis auf der Strecke zwischen Halle und Aschersleben als Reparationsleistung an die Sowjetunion abgebaut. Die Eingleisigkeit hatte keinen großen Einfluss auf den Rangierbetrieb in Könnern, da das Güteraufkommen bereits rückläufig war.
Im Jahre 1999 erfolgten umfangreiche Umbauarbeiten im Bahnhof. Die zwei Bahnsteige mit drei Bahnsteiggleisen wurden erneuert. Mit zwei Aufzügen wurde Barrierefreiheit geschaffen. Alle betrieblichen Einrichtungen waren damals schon geschlossen. Es handelt sich somit um eine unbesetzte Dienststelle. Im Güterverkehr finden noch Rangierarbeiten statt. Allerdings wird im Bahnhof Könnern nicht mehr be- oder entladen.

### Rangierbetrieb
Sehr wahrscheinlich waren in Könnern nie Lokomotiven stationiert. Es kamen Maschinen aus Bernburg zum Einsatz, die zweimal täglich mit einem Nahgüterzug nach Könnern kamen. Zeitweise kamen auch Lokomotiven aus Güsten oder Aschersleben zum Einsatz. Nach 1991 veränderte sich die Situation. Das Bw Bernburg war bereits aufgelöst worden. Das Bw Güsten stand auch kurz vor der Schließung. Für die inzwischen deutlich weniger gewordenen Rangierarbeiten kamen Fahrzeuge aus Halle zum Einsatz.

## Anlagen
Das Empfangsgebäude ist denkmalgeschützt.
Der Seitenbahnsteig 1 ist 140 Meter lang. Der Mittelbahnsteig 2/3 hat eine Länge von 140 Metern bei Gleis 2 sowie von 166 Metern bei Gleis 3. Die Höhe aller Bahnsteige beträgt 76 Zentimeter.

## Verkehrsanbindung
Es halten Züge von Regionalverkehre Start Deutschland in Könnern. Eingesetzt werden seit 9. Dezember 2018 nur noch Dieseltriebwagen der Baureihe 1648. In den Jahren zuvor wurden auch Dieseltriebwagen der Baureihen 612, 640 und 642 eingesetzt.
| Linie                    | Linienverlauf                                                         | Takt (min)                                  |
| ------------------------ | --------------------------------------------------------------------- | ------------------------------------------- |
| RE 4                     | Halle – Könnern – Halberstadt – Wernigerode – Vienenburg – Goslar (*) | 120                                         |
| RE 24                    | Halle – Könnern – Aschersleben – Gatersleben – Halberstadt (*)        | 120                                         |
| RB 47                    | Halle – Halle-Trotha – Könnern – Baalberge – Bernburg – Calbe Ost     | 060 (Halle–Könnern) 120 (Könnern–Calbe Ost) |
| Stand: 15. Dezember 2024 |                                                                       |                                             |

(*)Die Linien RE 4 und RE 24 überlagern sich zwischen Halle (Saale) und Halberstadt zu einem Stundentakt.
Vom Bahnhof aus besteht Anschluss an Busse, die unter anderem ins Zentrum von Könnern, nach Bernburg, Alsleben und Halle fahren.